# Кепаро
Кепаро (алб. Qeparo) — село в Албанії, в окрузі Вльора на «албанській рив'єрі», на південних схилах Керавнійських гір, у однойменній долині на березі Іонічного моря.

## Географія

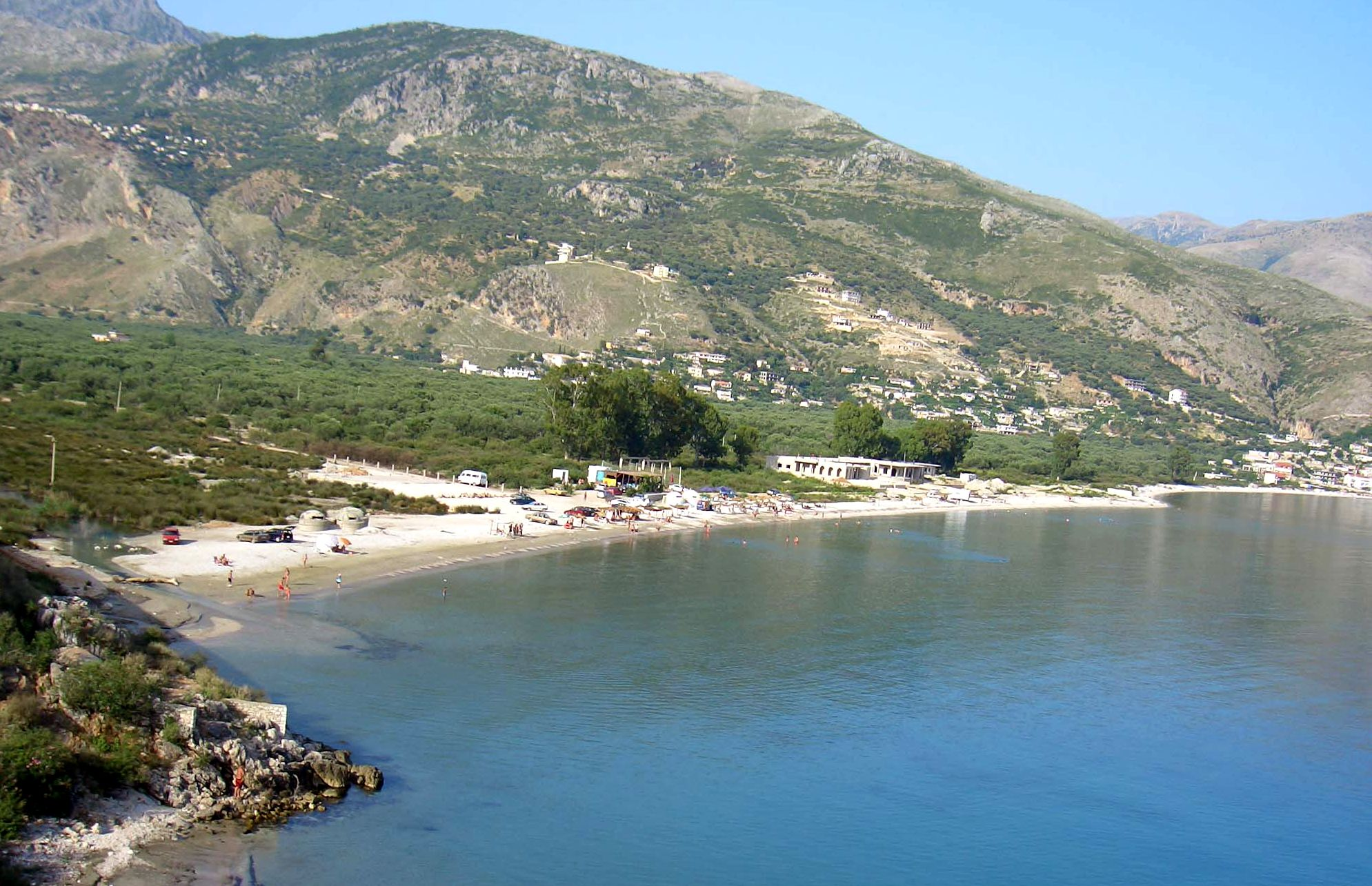
Долина Кепаро

Старе село розташовувалося на пагорбі Кастеллі, на схилі гори Гдживлаш (алб. Gjivlash), на висоті близько 450 м над рівнем моря, займає площу близько 6 га. Через суворі зими та нестачу води населення Кепаро почало поступово спускатися вниз у приморську долину. У 1957 році було побудовано автодорогу понад морем від Вльори до Саранди через перевал Ллогара, що також сприяло переселенню в нижню частину. На початок XXI століття село майже розділилося на 2 частини — верхню Старе Кепаро (також Кепаро-Фшаті) та нижню Нове Кепаро (також Кепаро-Фуше).
Нижня частина села лежить у плодючій долині Кепаро, яка є однією з найбільших рівнин у Албанії та має важливе значення щодо сільськогосподарського виробництва. Низьке розташування долини відносно рівня моря робить її вразливою на випадок підняття цього рівня. Долина утворена численними прісноводними джерелами та річкою Кудеш. Східний край долини утворений стрімкими скелями до 600 м над р. м. Західна частина долини являє собою цитрусові та оливкові сади. Навколо села розташовані 5 прісних та 3 мінеральних джерела.
На схід від села знаходиться село Борш, на північному заході — містечко Хімара. Відстань до Саранди автодорогою складає 48 км.

### Біорізноманіття
Навколишні схили гір зарослі маквісом. Серед видів тварин, що перебувають під загрозою в районі села — черепаха болотяна.

## Історія
Перші історичні згадки назви Кепаро належать до османських джерел XV століття.
У 1995—1996 роках на базі молодшої школи Кепаро за європейським проєктом було організовано ініціативу місцевого самоврядування задля прибирання сміття, встановлення вказівників, залучення жінок до спільної роботи з організації охорони здоров'я тощо.
На початку 2000-х років село почали використовувати в туристичних цілях, що призвело до появи неконтрольованої забудови в нижній приморській частині села. Натомість у верхній частині в середині 2010-х років збереглося не більше 80-100 мешканців, значна частина будинків стоять порожні та руйнуються.

## Населення
Населення Старого Кепаро знижується впродовж XX—XXI століть, проте Нове Кепаро активно розвивається як курортне містечко, особливо в 2010-х роках. У 1990-ті — 2000-ні роки чимало мешканців виїхали з села до великих міст або закордон. Утім наприкінці 2010-х років дехто починає повертатися.
У 2005 році в Старому Кепаро були зайняті мешканцями 67 будинків, де загалом мешкало 430 осіб (35 будинків лишалися незайнятими). У Новому Кепаро тоді нараховували 1100 мешканців.
Населення Нового Кепаро складало в середині 2010-х років близько 2000 осіб, тоді як Старого Кепаро — за різними оцінками від 100 до 400.

### Демографія
Дані наведено за доповіддю.
| Рік                       | 1926 | 1945 | 1950 | 1960 | 1969 | 1979 | 1989 | 2004 |  |
| ------------------------- | ---- | ---- | ---- | ---- | ---- | ---- | ---- | ---- |  |
| Кількість населення, осіб | 1120 | 814  | 1134 | 866  | 1028 | 530  | 1170 | 1500 |  |

## Архітектура та пам'ятки

### Старе Кепаро

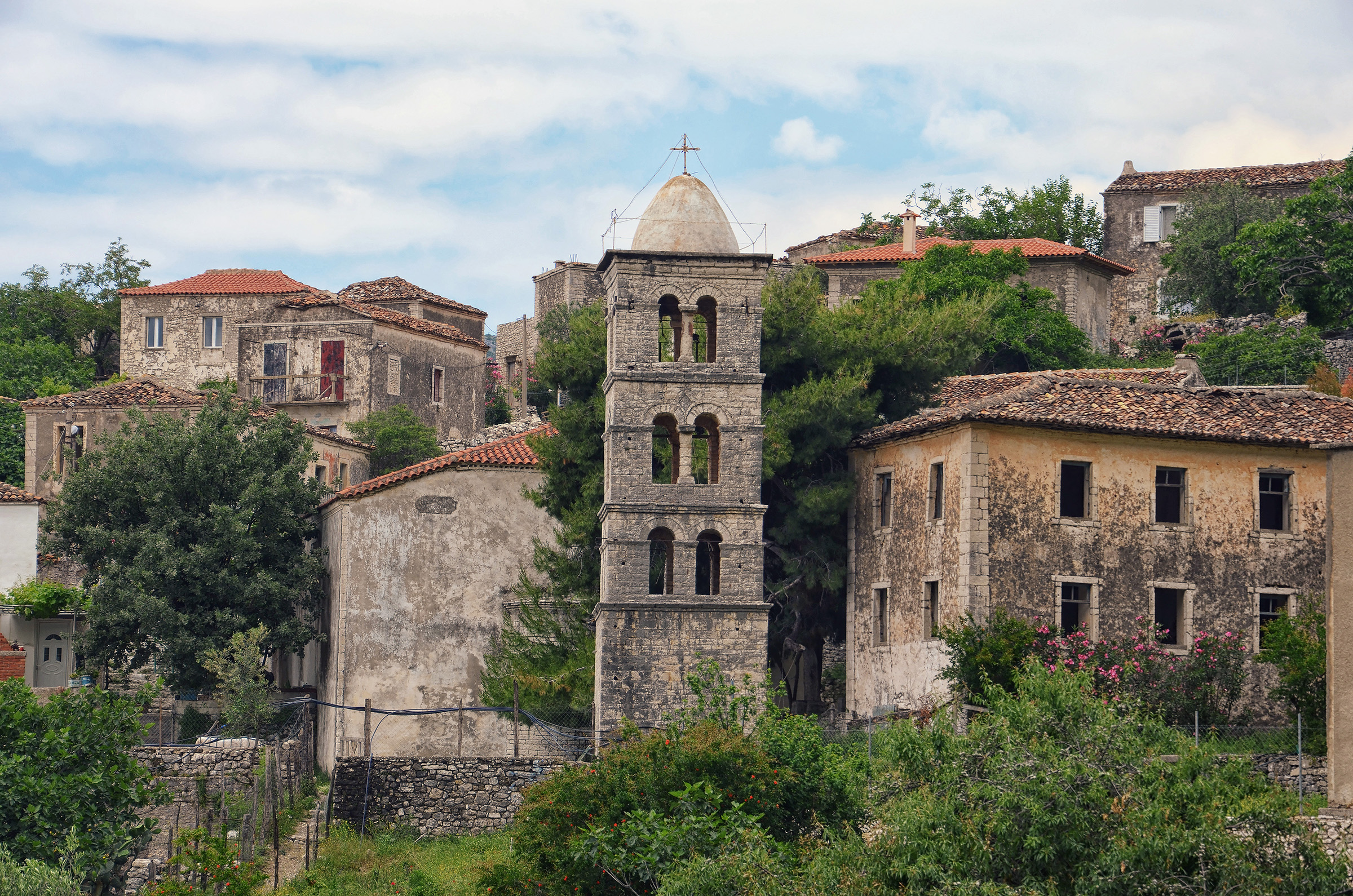
Церква Св. Марії в Старому Кепаро

Старе Кепаро побудоване як укріплене поселення, де традиційні сільські кам'яні будинки щільно прилягають один до одного та притуляються вгору по схилу, а нижче від них знаходяться тераси з садами та городами. Там, де будинки не прилягають, ділянки розділені кам'яними стінами. Сучасні будівлі переважно належать до XVIII—XIX століть, серед них виділяється триповерховий будинок Мінелли Гджики з вуличним проходом-тунелем крізь нього(алб. Minella Gjika). Старе Кепаро має найбільше традиційних будинків, зведених до 1945 року серед усіх сіл Албанської рив'єри — 80.
У центрі старого села знаходиться невеликий майданчик з великим платаном, що використовується громадою як публічний простір. Там знаходяться 2 магазинчики-кафе та не працюючі з кінця 1980-х бібліотека та будинок культури. У селі знаходиться церква святої Марії 1795 року з чотириярусною дзвінницею, а також проста церква святого Димитрія з банею від 1760 року.
У 1 км на північ від Старого Кепаро знаходиться історичний будинок Алі-паші, який являє собою триповерхову башту з трьома кімнатами в нижньому ярусі. Будинок оточений кам'яною стіною та займає стратегічне положення на височині.

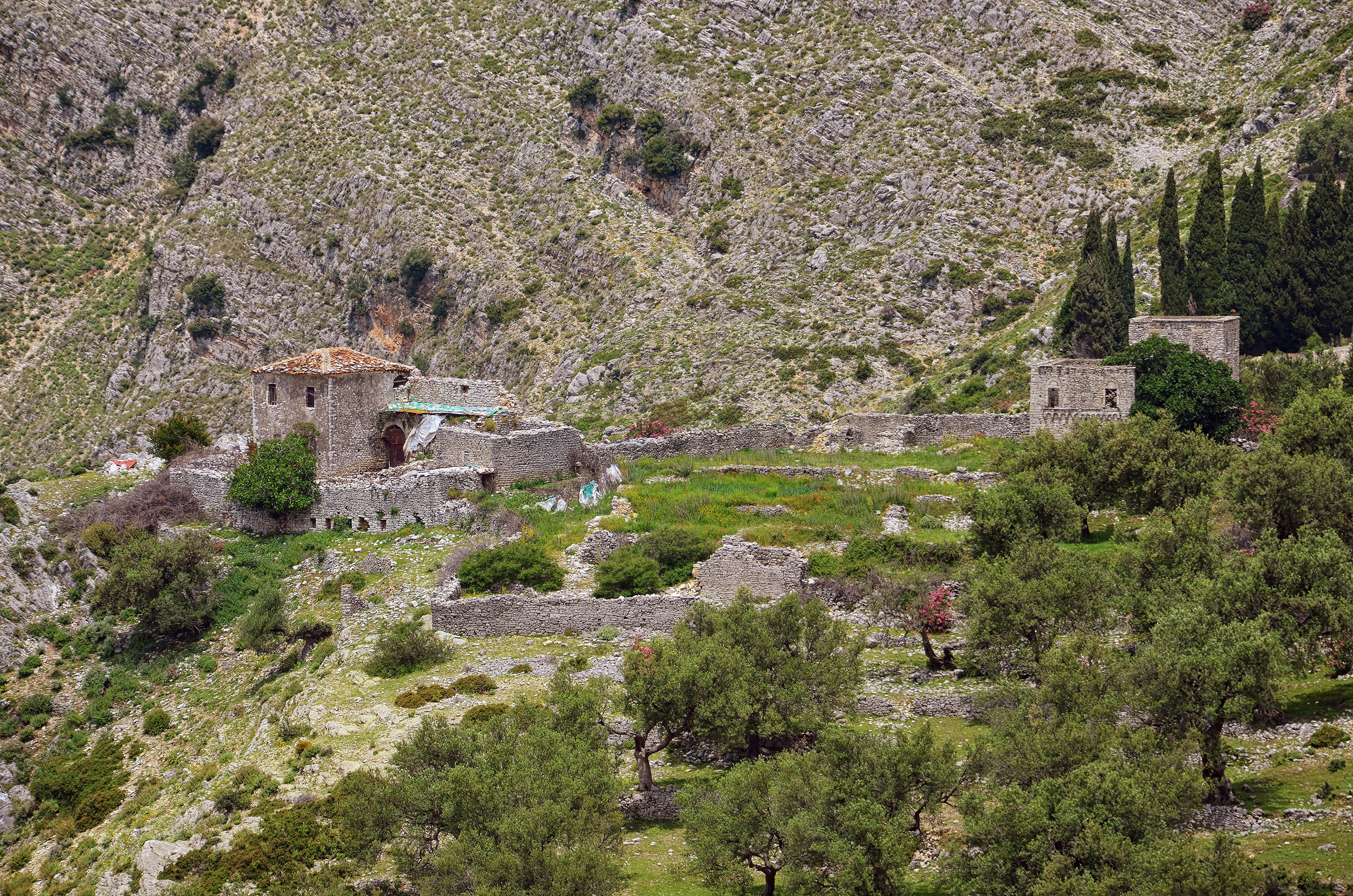
Будинок Алі-паші

У 2016 році Урядом Албанії було видано постанову щодо охорони культурної пам'ятки Старого Кепаро

### Карос
Руїни поселення та фортеці Карос розташовані в 200 м на північ від Старого Кепаро. На заході фортеця була захищена урвищем долини Кудеш, на півдні та півночі — стрімкими схилами. Єдиний вхід був зі сходу, де були побудовані три лінії аркових укріплень. Місцевість була заселена з ранньої залізної доби до IV століття н. е. Фортецю, ймовірно, побудували епірські племена хаонців.

### Порто-Палермо
У 2,5 км на північний захід від пляжу Кепаро розташована бухта Порто-Палермо. Тут знаходиться колишня база албанських підводних човнів часів Холодної війни та фортеця Алі-паші XIX століття.